# Konowałowka (obwód samarski)
Konowałowka (ros. Коноваловка) – osiedle w Rosji, w obwodzie samarskim, w rejonie borskim. W 2010 liczyło 939 mieszkańców.